# Mátyás Tóth
Mátyás Tóth III (n. 12 noiembrie 1918, Békés - d. 2002, Halmstad, Suedia) a fost un fotbalist maghiar, care a jucat și pentru echipa României. A fost campion al Ungariei cu CA Oradea în ediția 1943-1944 și al României cu UTA Arad în 1946-1947.

## Palmares
- Campion al Ungariei în 1943-1944
- Câștigător al Diviziei A (1946-1947)